# Edwige Jagellon (1408-1431)
Pour les articles homonymes, voir Edwige Jagellon.
Edwige Jagellon, connue également sous le nom d'Edwige de Lituanie (en lituanien : Jadvyga Jogailaitė, en polonais : Jadwiga Jagiellonka), née le 8 avril 1408 et morte le 8 décembre 1431, est une princesse polonaise et lituanienne, membre de la dynastie Jagellon.
Edwige Jagellon est la fille du roi de Pologne et grand-duc de Lituanie Ladislas II Jagellon et de sa femme Anne de Celje, née en 1381 et morte le 21 mai 1416, reine de Pologne et grande-duchesse de Lituanie.
À la mort de sa mère, elle est désignée officiellement héritière du trône de Pologne. Elle est élevée par la troisième femme de Ladislas II Jagellon, Sophie de Holszany. En 1421, elle est fiancée au prince Frédéric II de Brandebourg, né en 1413 et qui n'a que 8 ans. Il faut attendre sa majorité légale pour célébrer le mariage, mais la princesse meurt, dix ans plus tard, en 1431, avant la cérémonie du mariage. Elle aurait été, selon certaines rumeurs, empoisonnée par sa belle-mère, la reine Sophie de Holshany. Une partie de la noblesse polonaise désirait avoir pour souverains le couple formé par Edwige et Frédéric (qui apprenait le polonais et la culture polonaise), plutôt que le fils de Sophie de Holszany, la troisième femme de Ladislas II Jagellon.